# Yūko Asazu
Yūko Asazu (浅津 ゆうこ?, Asazu Yūko; Izumo, 27 agosto 1985) è una pallavolista giapponese.
Gioca nel ruolo di schiacciatrice nel Victorina Himeji.

## Carriera
La carriera di Yūko Asazu, sorella della bobbista Konomi Asazu, inizia a livello scolastico, giocando nei tornei delle scuole superiori. Fa il suo esordio da professionista nella stagione 2004-05, debuttando in V.League con le Hisamitsu Springs: resta legata al club per ben sette stagioni, vincendo uno scudetto, la Coppa dell'Imperatrice 2009, due edizioni consecutive del Torneo Kurowashiki ed altrettante del V.League Top Match.
Nella stagione 2011-12 passa alle Pioneer Red Wings, con le quali gioca per tre annate. Dopo la chiusura del club, viene ingaggiata per il campionato 2014-15 dalle Okayama Seagulls, dove resta per due annate. Nel 2017, dopo una annata di inattività, approda al Victorina Himeji, che tuttavia non si iscrive al campionato, rientrando di fatto in campo nella stagione 2018-19, partecipando alla V2 League.

## Palmarès

### Club
- Campionato giapponese: 1

2006-07
- Coppa dell'Imperatrice: 1

2009
- Torneo Kurowashiki: 2

2006, 2007
- / V.League Top Match: 3

2006, 2007